# Skogn
Skogn is een voormalige gemeente en plaats in de Noorse gemeente Levanger, provincie Trøndelag. Skogn telt 1903 inwoners (2007) en heeft een oppervlakte van 1,35 km².